# Isidro de las Cagigas
Isidro de las Cagigas López de Tejada (Carmona, Sevilla, 17 de abril de 1891–Madrid, 9 de enero de 1956), diplomático, arabista y escritor español.
Hijo de Ramón de las Cagigas y Larraz y de Isabel López de Tejada y López del Pozo y nieto de Isidro de las Cagigas de Argos, secretario particular y administrador de los duques de Montpensier, nació en Carmona, donde su padre era magistrado de la Audiencia establecida en aquella población sevillana.

## Formación
En 1898 trasladaron a su padre a Granada. Allí estudió bachillerato (1907) y se licenció en Derecho (1912) además de cultivar otras materias, como pintura, francés, inglés y árabe, lengua que conocía bien. Fue alumno, entre otros ilustres profesores de Manuel Gómez-Moreno.

## Primeros pasos
Desde muy joven estuvo introducido en los ambientes culturales granadinos, siendo cofundador de la revista local España Artística y Literaria, en la que publicó su primer artículo, «El sueño de mis sueños», cuando contaba tan solo con dieciséis años. Colaboró asiduamente en La Alhambra, Boletín del Centro Artístico y Literario, Bética y otras revistas en las que publicó numerosos artículos. Investigó en los archivos de Granada sobre moriscos, mudéjares, mozárabes y cultura hispano-árabe en general. Continuó estas investigaciones en Valencia, Cáceres y Zaragoza, ciudades en las que vivió sucesivamente entre 1913 y 1917, siguiendo los traslados de su padre, pero sin perder contacto con Granada.

## Etapa andalucista
Se presentó en 1914 a los juegos florales organizados por el Ateneo de Sevilla, en los que resultó premiado por el artículo titulado «Algunas apuntaciones para un estudio del regionalismo andaluz», que sería publicado en la revista Bética. En el Ateneo entabló relación con Blas Infante colaborando en la difusión del regionalismo andaluz. Fue nombrado representante de Granada en la Asamblea de Ronda, a la que no asistiría por encontrarse en Marruecos ejerciendo su labor diplomática. Además del trabajo premiado, publicó en aquellos años los artículos «Sobre Andalucía», «Apuntaciones sobre los elementos y características del tipo andaluz» y «Notas sobre el regionalismo andaluz». Por estos trabajos y por su relación con el andalucismo incipiente entre 1913 y 1917 es considerado teórico del andalucismo historicista.

## Carrera diplomática

### Reinado de Alfonso XIII

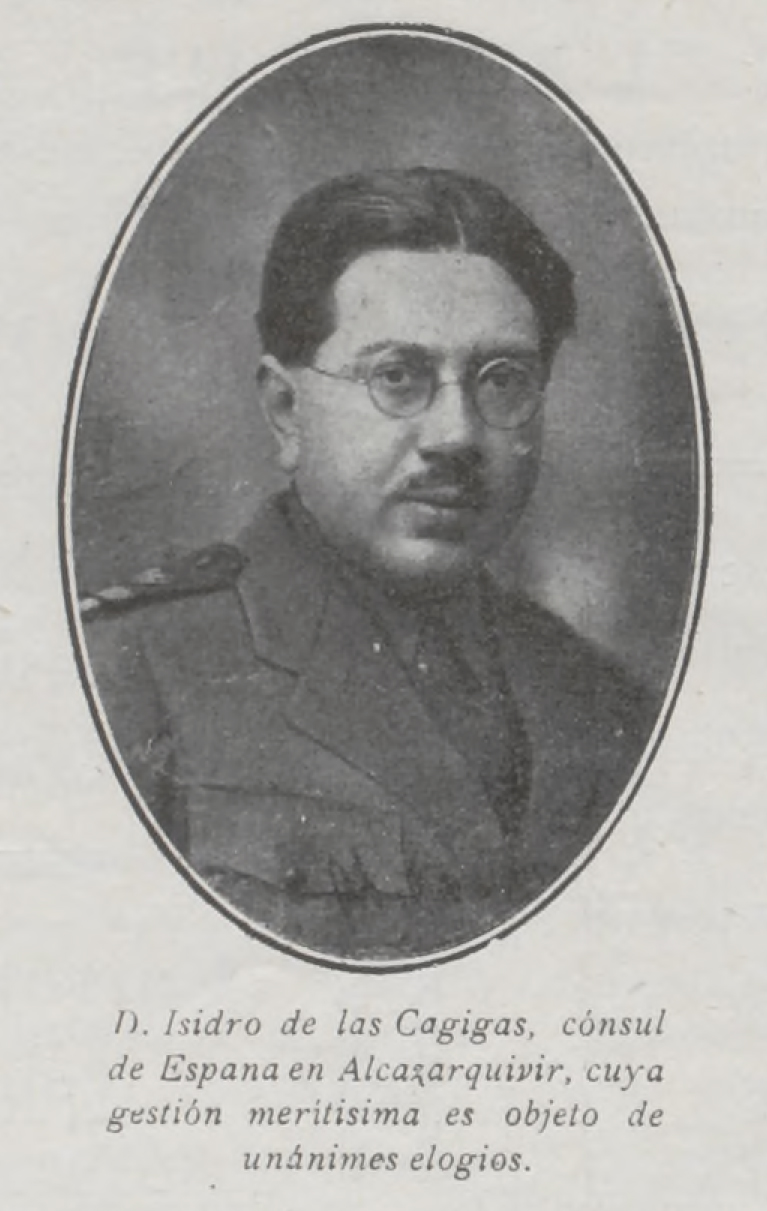
Fotografiado hacia 1927

En 1916 aprobó las oposiciones para la carrera consular con el número 21 de su promoción. Durante 1917 hizo prácticas en Uxda, ingresando en la carrera diplomática el uno de enero de 1918. Sus primeros destinos fueron vicecónsul en Argel y luego en Odesa, aunque continuó en Uxda en comisión de servicio. Más tarde sería nombrado cónsul en Alcazarquivir (1923) y después interventor en Tetuán (1929), en el protectorado español de Marruecos. Estando en Uxda, tras el desastre de Annual, defendió notablemente los intereses de España. Valiéndose de su conocimiento del terreno y de sus buenas relaciones con los indígenas, liberó sin pagar rescate a 381 prisioneros españoles que estaban en manos de las cabilas de Abd el-Krim.
Su paso por Alcazarquivir (1923-1927) se recuerda por una extraordinaria labor urbanizadora. Durante su estancia en Tetuán (1929-1931) ajardinó y embelleció la ciudad. Por este motivo fue homenajeado en 1935, y nombraron a unos jardines «Cónsul Cagigas» en su honor.

### II República
En los días posteriores a la proclamación de la II República, fue cesado en Tetuán y poco después se le nombró cónsul de primera clase en Boston. No han quedado claros los motivos que movieron a Alejandro Lerroux, ministro de Asuntos Exteriores del primer gobierno de la República, a la destitución de Isidro en Tetuán. Su biógrafo, Gutiérrez Camacho, propone tres causas para ello: a) La posible relación de Isidro con la candidatura de Blas Infante y Ramón Franco en las elecciones constituyentes de 1931 y la participación de estos en el Complot de Tablada; b) Restricciones de personal en Construcciones Civiles, institución a través de la cual Isidro desarrollaba su labor urbanizadora en Tetuán, debidas al excesivo crecimiento de su estructura; y c) La violenta manifestación de obreros musulmanes, manipulada por «elementos extraños» que pedían «la cabeza del cónsul», por haberse negado a entregar la bandera de España durante el asalto a la legación de estos manifestantes.
Para no ir a Boston, consulado en el que no llegaría a tomar posesión, concursó para una plaza en el Ministerio de Economía Nacional siendo nombrado en noviembre de 1931 agregado comercial de primera clase de este ministerio y destinado a Rabat al mes siguiente. Su paso por esta embajada le valió en agosto de 1932 una «represión pública» al haber deducido responsabilidades administrativas una inspección de los servicios económicos contables de la Zona del Protectorado.
El 22 de agosto de 1934 fue destinado de agregado comercial a la zona de Asia Menor, con residencia en El Cairo, puesto del que no llegó a tomar posesión, al no permitir el Gobierno británico este tipo de nombramientos para zonas, como Palestina, bajo su control. Y el 23 de diciembre de 1935 fue nombrado vocal del Ministerio de Agricultura para negociar el acuerdo comercial con Turquía.

### Guerra Civil
Cuando se produce el golpe de Estado de 1936 se encontraba fungiendo de secretario general de la Dirección General de Comercio y Política Arancelaria del Ministerio de Industria y Comercio.
Ante los violetos acontecimientos del verano de 1936 en Madrid, viendo peligrar su vida y la de su familia, se refugió en la embajada de Finlandia con su mujer y su hijo pequeño, enviando a su hija a casa de una tía. Tras el asalto de esta legación, se trasladó a la de Turquía, situada en la planta inferior del mismo edificio, donde vivieron hacinados hasta diciembre de 1936.
En estos meses se desplazó a Valencia, recibiendo instrucciones para sublevar las cabilas del norte de África y que estas combatieran en la guerra del lado de la República. Rehusó realizar estre servicio, por lo que fue destituido del cargo, y separado de la carrera diplomática por decreto de 10 de diciembre de 1936, firmado en Barcelona por Francisco Largo Caballero.
Durante este mismo mes de diciembre gestionó la repatriación de los refugiados en la embajada de Turquía, viajando con el embajador a Valencia y a Francia, trasladando a los refugiados en varios camiones desde Madrid hata Valencia y embarcándolos en un viejo barco hospital, en el que también viajó él con su madre, mujer e hijos. En Siracusa las autoridades italianas (fascistas) no le permitieron continuar el viaje hasta Turquía, reembarcándolo en un buque con destino a Cádiz.
Fue reintegrado al escalafón y restituidos sus derechos por orden del 6 de mayo de 1937, al haber «desaparecido las causas que motivaron» su destitución, pero al no presentarse a prestar servicio, la orden de restitución quedó anulada el 25 de junio de 1937.

### Dictadura
Regresado a Cádiz, se presentó a las autoridades sublevadas en Sevilla, intentando visitar al general Queipo de Llano, sin conseguirlo. Estando en Sevilla fue detenido el 12 de junio de 1937 a causa de una denuncia anónima. Fue procesado y condenado a doce años y un día de reclusión con la accesoria de inhabilitación absoluta temporal por un delito de auxilio a la rebelión militar, a pesar de las recomendaciones e informes favorables presentados ante las autoridades franquistas encargadas de juzgarlo, quedando separado del servicio desde el 8 de junio de 1938.
Sin llegar a ingresar en prisión, se dedicó escribir libros y artículos y a dar conferencias desarrollando en aquellos años su más intensa actividad intelectual y producción literaria, colaborando en las revistas África, Al-Ándalus, Archivos Leoneses, Hispania, etcétera.
En 1947 solicitó reingresar en la carrera diplomática. Readmitido el 16 de diciembre de 1950, siendo ministro de Asuntos Exteriores Alberto Martín Artajo, fue enviado a la representación diplomática en Libia el 30 de enero de 1951. En esta legación participó en las gestiones diplomáticas derivadas de la independencia del país que tuvo lugar en diciembre de aquel año. Al ser España uno de los primeros países que reconocieron al nuevo estado libio, en enero de 1952 fue nombrado «Enviado Extraordinario y Ministro Plenipotenciario de España cerca de Su Majestad el Rey de Libia», Idris I, al que acompañó en el viaje oficial que éste realizó por diversas ciudades de España en noviembre de 1953.
El 5 de marzo de 1954 fue cesado en Libia y nombrado embajador en Irán, siendo este el último cargo que ejerció en sus más de dieciséis años de servicio en el extranjero. Por estas fechas impartió conferencias sobre temas árabes en Bagdad, El Cairo, Alejandría, Beirut, Damasco, Amán y Jerusalén.
La enfermedad le impidió continuar en la embajada, desplazándose en marzo de 1955 hasta Madrid para ser operado. Solicitó traslado a un puesto en el ministerio, que le fue concedido en agosto de 1955, y que no llegó a ocupar debido a su enfermedad cancerígena, de la que falleció el 9 de enero de 1956 en su casa de la calle Hermosilla de Madrid.

## Obra
De su producción publicada, integrada por más de ciento veinte obras entre artículos, conferencias y libros, se relacionan a continuación algunos títulos a modo de ejemplo:
- El sueño de mis ensueños (1907).
- El mirar de la Maja. Elogio del Albayzín (1910).
- Algunas apuntaciones para un estudio del regionalismo andaluz (1914).
- Los viajes de Alí Bey a través de Marruecos Oriental (1919).
- Libro Verde de Aragón: documentos aragoneses (1929).
- Andaluces en África (1929).
- Apuntes sobre el valor de las monedas marroquíes en estos últimos tiempos (1934 y 1946).
- Un traité de paix entre le roi Pierre IV d'Aragon et le sultan de Tunis (1934).
- Sobre "Galayos" (1935).
- Adarve (1936).
- Alcazarquivir (1936-1939).
- El mundo en conflicto (1944).
- Berberización en España: apuntes para su estudio (1946).
- Los mozárabes (1947-1948).
- Los mudéjares (1948-1949).
- Andalucía musulmana (1950).
- Introducción al estudio jurídico-administrativo de la institución del Habús (1950).
- Un viajero egipcio del siglo XIV en el Reino de Granada (Conferencia) (1950).
- Sevilla almohade y los últimos años de su vida musulmana (Conferencia) (1951).
- El caso de las minorías españolas de la Edad Media (1953).
- Topónimos alpujarreños (1953).
- Una carta aljamiada granadina (1954).
- Un hallazgo de monedas árabes (1956).

## Condecoraciones
- Gran cruz de la Orden de Isabel la Católica.
- Orden Cherifiana de Nixan el Alauita.
- Medalla de la Ciudad de Tetuán.
- Independencia de Libia.
- Diploma e insignia de la Orden de Istiklal de tercer grado.
- Caballero de la Legión de Honor.

## Distinciones
Desde 1934 fue académico correspondiente de la Real Academia de Bellas Artes de Santa Isabel de Hungría de Sevilla y desde 1955 de la Real Academia de la Historia

## Matrimonio e hijos
Estuvo casado con Elisa Martínez González de Arce, hija de un notario de Granada, con la que tuvo dos hijos, Isidro, nacido en Madrid e Isabel, que nació en Alcazarquivir.